# جایزه موسیقی آمریکا برای هنرمند سال

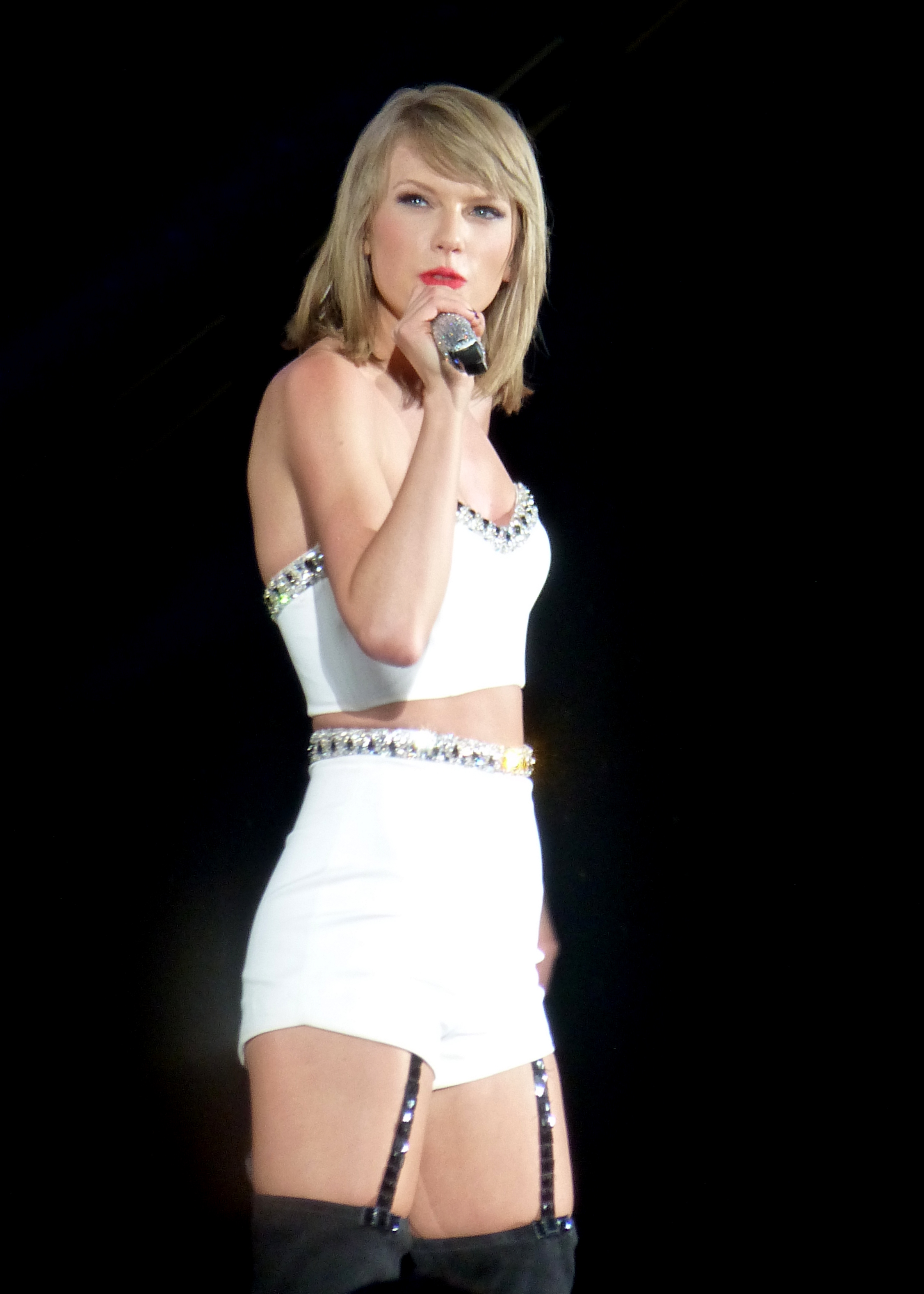
تیلور سوئیفت سه بار برنده این جایزه شده است و به عنوان یک هنرمند بیشترین تعداد جایزه را برده است.

 جایزه موسیقی آمریکا برای هنرمند سال، جایزه‌ای است که از سال ۱۹۹۶ اهدا می‌شود. تیلور سوئیفت با سه بار برنده شدن این جایزه رکورد بیشترین تعداد جایزه در این دسته را در اختیار دارد.باید دید برنده سالهای بعد نیز هست؟

## دهه ۲۰۱۰
- جوایز موسیقی آمریکا  ۲۰۱9
  - تیلور سوئیفت
  - پست مالون
  - آریانا گرانده
  - بیلی آلیش
- جوایز موسیقی آمریکا  ۲۰۱8
  - تیلور سوئیفت
  - کاملیا کبیو
  - کاردی بی
  - دریک
- جوایز موسیقی آمریکا  ۲۰۱7
  -  بیانسه
    - ادل
    - دیوید بویی
- جوایز موسیقی آمریکا [۱] ۲۰۱۶
  -  آریانا گرانده
    - جاستین بیبر
    - سلنا گومز
    - ریحانا
    - کری آندروود
    - کندیک لمار
    - اد شیرن
- جوایز موسیقی آمریکا ۲۰۱۵[۲]
  -  وان دایرکشن
    - لوک برایان
    - آریانا گرانده
    - نیکی میناژ
    - تیلور سوئیفت
- جوایز موسیقی آمریکا ۲۰۱۴
  -  وان دایرکشن
    - ایگی آزیلیا
    - بیانسه
    - لوک برایان
    - کیتی پری
- جوایز موسیقی آمریکا ۲۰۱۳
  -  تیلور سوئیفت
    - مکلمور و رایان لوئیس
    - برونو مارز
    - ریحانا
    - جاستین تیمبرلیک
- جوایز موسیقی آمریکا ۲۰۱۲
  -  جاستین بیبر
    - دریک
    - مارون ۵
    - کیتی پری

    - ریحانا
- جوایز موسیقی آمریکا ۲۰۱۱
  -  تیلور سوئیفت
    - ادل
    - لیدی گاگا
    - کیتی پری
    - لیل وین
- جوایز موسیقی آمریکا ۲۰۱۰
  -  جاستین بیبر
    - امینم
    - کشا
    - لیدی گاگا

    - کیتی پری

## دهه ۲۰۰۰
- جوایز موسیقی آمریکا ۲۰۰۹
  -  تیلور سوئیفت
    - امینم
    - مایکل جکسون
    - کینگز آو لئون
    - لیدی گاگا
- جوایز موسیقی آمریکا ۲۰۰۸
  -  کریس براون
    - آلیشا کیز
    - کلدپلی
    - ایگلز
    - لیل وین
- جوایز موسیقی آمریکا ۲۰۰۷
  -  کری آندروود
    - ایکان
    - Daughtry
    - فرگی
    - نورا جونز
- جوایز موسیقی آمریکا ۲۰۰۶
  -  Rascal Flatts
    - دنیل پوتر
    - پوسی‌کت دالز
    - مری جی. بلایژ
    - بیانسه
- جوایز موسیقی آمریکا ۲۰۰۵
  -  کلی کلارکسون
    - گوئن استفانی
    - گرین دی
    - ماریا کری
    - فیفتی سنت
- جوایز موسیقی آمریکا ۲۰۰۴
  -  کنی چزنی
    - اونسنس
    - نورا جونز
    - Outkast
    - آشر
- جوایز موسیقی آمریکا ۲۰۰۳ (نوامبر)
  -  مدونا
    - کریستینا آگیلرا
    - شر
    - شنایا توین
    - جاستین تیمبرلیک
- جوایز موسیقی آمریکا ۲۰۰۳
  - جایزه‌ای اهدا نشد
- جوایز موسیقی آمریکا ۲۰۰۲
  -  U2
    - دستینیز چایلد
    - جنت جکسون
    - آلیشا کیز
    - تیم مک‌گرا
    - شگی
- جوایز موسیقی آمریکا ۲۰۰۱
  - انسینک
- جوایز موسیقی آمریکا ۲۰۰۰
  - جایزه‌ای اهدا نشد

## دهه ۱۹۹۰
- جوایز موسیقی آمریکا ۱۹۹۹
  - جایزه‌ای اهدا نشد
- جوایز موسیقی آمریکا ۱۹۹۸
  - جایزه‌ای اهدا نشد
- جوایز موسیقی آمریکا ۱۹۹۷
  - جایزه‌ای اهدا نشد
- جوایز موسیقی آمریکا ۱۱۹۶ 
  -  گارث بروکس (جایزه را نپذیرفت)
    - Boyz II Men
    - گرین دی
    - Hootie & The Blowfish
    - TLC (جایزه را پذیرفت)

## حقایق دسته
بیشترین تعداد برنده شده

| رتبه                  | اول          | دوم                     |
| --------------------- | ------------ | ----------------------- |
| هنرمند                | تیلور سوئیفت | جاستین بیبر وان دایرکشن |
| تعداد دفعات برنده شده | ۳            | ۲                       |

بیشترین تعداد نامزد شده

| رتبه                  | اول                   | دوم                          |
| --------------------- | --------------------- | ---------------------------- |
| هنرمند                | کیتی پری تیلور سوئیفت | ریحانا جاستین بیبر لیدی گاگا |
| تعداد دفعات نامزد شده | ۴                     | ۳                            |